# Carmen de herbis
El Carmen de herbis, también conocido como Carmen de viribus herbarum, Carmen graecum de herbis o con el título griego Περὶ βοτανῶν (Perí botanón), es un poema griego fragmentario del siglo III d. C. escrito en hexámetros. Se ha transmitido en el Codex Vindobonensis junto a una de las copias más antiguas que existen de la obra De materia medica del farmacólogo griego Dioscórides de Anazarbo.
Se trata de un poema didáctico en el que se describen las propiedades de algunas plantas. Se conservan 216 versos que transmiten información sobre los efectos, las virtudes y el modo de recolección de 15 plantas, aunque se incluyen 16 títulos en total.